# Аксёнов, Павел Николаевич (художник)
Па́вел Никола́евич Аксёнов (29 января 1960, Ижевск) — российский художник, художник-график, живописец. Легендарный персонаж московской художественной сцены конца 1980-х — начала 1990-х годов. С 1993 по 2008 год жил в Лондоне. Член Общественной организации «Творческое объединение „Ижкар“».

## Биография
Родился 29 января 1960 года в столице Удмуртской Республики Ижевске.
После окончания Ижевской детской художественной школы поступил в Свердловское художественное училище. Проучившись в училище около трёх лет, вернулся обратно в Ижевск.
В 1989 году окончил художественно-графический факультет Удмуртского государственного университета. Входил в состав арт-группы «Лодка». Перебравшись в Москву, принимал активное участие в деятельности арт-сквота «Галерея в Трёхпрудном переулке».

В 1993 году уехал во Францию, до 2008 года жил и работал в Лондоне. Главной его работой, которую он в то время делал в Лондоне, была «Презентация защиты диссертации»: холодильник забитый произведениями художников, которые можно использовать в пищу. По мнению художника, такой объект может рассказать о связи искусства и еды больше, чем любой многостраничный фолиант: 
Это инсталляция: холодильник, в котором находится несколько работ известных художников, связанных с едой. Таким образом, как мне кажется, удалось найти адекватную форму, чтобы изобразить связь творчества и еды, — едва ли не лучшую, чем защита диссертации на ту же тему. Поэтому работа так и называется.
В 2008 году Павла Аксёнова депортировали в Россию. В России выставки в основном проходили в Ижевске (2012 — Artists. Галерея редакции «Известий Удмуртской Республики»). В 2017 году вошёл в число художников, представленных на первой Триеннале современного российского искусства (Музей современного искусства «Гараж», Москва).
Живёт и работает в Ижевске.

## Работы находятся в собраниях
- Новая Третьяковка на Крымском валу, Москва.[2][источник не указан 207 дней]

- Государственный Русский музей, Санкт-Петербург.[2][источник не указан 207 дней]
- Коллекция Энвиля Касимова, Ижевск.
- Галерея ZHDANOV, Таганрог.
- Частные собрания России, Украины, Франции, Англии, Германии, Израиля.

## Персональные выставки
- 1991 — «Меандр» (совм. с К. Реуновым, А. Тер-Оганьяном). Галерея в Трёхпрудном переулке, Москва.
- 1991 — «Море водки» (совм. с К. Реуновым, В. Кошляковым, А. Тер-Оганьяном). Галерея в Трёхпрудном переулке, Москва.[4]
- 1991 — «Титаник». Галерея в Трёхпрудном переулке, Москва.
- 1993 — Фрак Нант «Имидж удовольствия». Париж, Франция.[источник не указан 207 дней]

- 1993 — Шедхале «Графика». Цюрих, Швейцария.[источник не указан 207 дней]

- 1995 — «Прекрасные рисунки» студия Сюзанны Бригни. Лондон, Великобритания.[источник не указан 207 дней]
- 1997 — «Живопись». Студия Сюзанны Бригни. Париж, Франция.[источник не указан 207 дней]
- 2007 — «Павел Аксёнов. Неизвестный художник». Кафе-галерея «КофеART», Ижевск.[2]
- 2007 — «Презентация защиты диссертации». «Трамдепод студия». Лондон, Великобритания.[источник не указан 207 дней]
- 2007 — «Черный квадрат. Водка» «Атташе галерея». Лондон, Великобритания.[источник не указан 207 дней]
- 2012 — «Artists». Галерея редакции «Известий Удмуртской Республики», Ижевск.[5]
- 2012 — «iЖЕВСК» Винзавод. Галерея Марата Гельмана. Москва.[6]
- 2013 — «Artists-2». Галерея редакции «Известий Удмуртской Республики», Ижевск.[7]
- 2014 — «Коллажи». Музей Ижевска, Ижевск.[8]
- 2017 — «Павел Аксёнов». Первая Триеннале современного российского искусства, Москва.[9]
- 2018 — «Flowers». Арт-резиденция, Ижевск.

## Цитаты
Триеннале делает своего рода оммаж Аксёнову: на выставке представлены как его работы московского и лондонского периодов (впервые будет показана тетрадь с рисунками, сделанными в лондонской тюрьме), так и живопись и графика последнего времени. Сочетание иронии по отношению к видимой действительности и пронзительно острого переживания человеческой беды, меланхолии, неустроенности и неприкаянности делает Аксёнова одним из самых значительных российских художников.
— Екатерина Иноземцева